# Администратор на база данни
Администратор на база данни (на английски: Data Base Administrator, DBA) е лицето, отговорно за инсталирането, конфигурирането, обновяването, управлението, мониторинга и поддръжката на бази данни в една организация.
Негова главна роля е разработването и проектирането на базите данни, система за наблюдение и подобряване на производителността на базата данни, както и планирането на бъдещите изисквания за разширяване. Администраторът на база данни може също да планира, координира и прилага мерки за сигурност за защита на базата данни.

## Умения
Списък на умения, необходими за администратор на бази данни:
- Комуникативни умения
- Теоретични познания за бази данни
- Знания за проектиране на бази данни
- Познания за самите релационни бази данни – Oracle Database, IBM DB2, Microsoft SQL Server, Adaptive Server Enterprise, MaxDB, PostgreSQL
- Познания по SQL (език за структурирани запитвания)
- Общо разбиране на операционните системи Windows, Unix, Linux
- Общо разбиране на технологиите за съхранение и управление на паметта

## Образование
За администратор на база данни обикновено работодателите изискват бакалавърска или по-висока степен по компютърни науки и софтуерно инженерство. Повечето бази данни като SQL Server и Oracle са сложни и изискват много добри познания и умения.

## Задължения
Администраторите на база данни имат следните задължения:
- Инсталиране и обновяване на сървъра на базата данни
- Планиране на бъдещи изисквания за съхранение базата данни
- Промяна на структурата на базата данни при необходимост по подадена информация от разработчиците на софтуерни приложения
- Регистриране на нови потребители и поддържане на системата за сигурност
- Контрол и мониторинг на потребителския достъп до базата данни
- Наблюдение и оптимизиране на работата на базата данни
- Планиране за архивиране и възстановяване на информацията от базата данни
- Поддържане на архивираните данни
- Архивиране и възстановяване на бази данни
- Подаване на информация към оператора за техническа поддръжка